# Nerillidium marinum
Nerillidium marinum är en ringmaskart som beskrevs av Faubel 1978. Nerillidium marinum ingår i släktet Nerillidium och familjen Nerillidae. Arten har ej påträffats i Sverige. Inga underarter finns listade i Catalogue of Life.